# Список мест погребения ветхозаветных персонажей
Следующий список мест погребения относится к библейским личностям, согласно различным религиозным и местным традициям. Для того, чтобы воздать должное, праздновать, а также скорбеть о великих людях Библии, гробницы и монументы были установлены на тех местах, где, как верят люди, человек был похоронен. Перечисленные места основаны не на фактических данных, а на местах, упоминающихся в Библии или устных традициях коренных народов. Ливан, Израиль, Палестинские территории, Ирак, Иордания и Иран поставили памятники на местах гробниц в попытке сохранить их в качестве святых мест. Многие места передавались из поколения в поколение и есть исторические факты от путешественников, подтверждавших их существование. Рамки данной статьи ограничиваются персонажами, упоминающимися в Ветхом Завете.